# 42295 Teresateng
42295 Teresateng este un asteroid din centura principală de asteroizi.

## Descriere
42295 Teresateng este un asteroid din centura principală de asteroizi. A fost descoperit pe 23 octombrie 2001 la Observatorul Desert Eagle de William Kwong Yu Yeung. Asteroidul prezintă o orbită caracterizată de o semiaxă mare de 2,22 ua, o excentricitate de 0,19 și o înclinație de 7,2° în raport cu ecliptica.